# Carlo Vercesi
Carlo Vercesi (Montù Beccaria, 16 dicembre 1887 – Milano, gennaio 1954) è stato un ginecologo e ostetrico italiano.

## Biografia
Iniziò la carriera di medico condotto presso il paese Romagnese, da cui dopo breve tempo si dovette allontanare per non essere riuscito a salvare una mucca sulla quale i contadini del posto lo avevano costretto a tentare un intervento medico, terminato con la morte dell'animale.

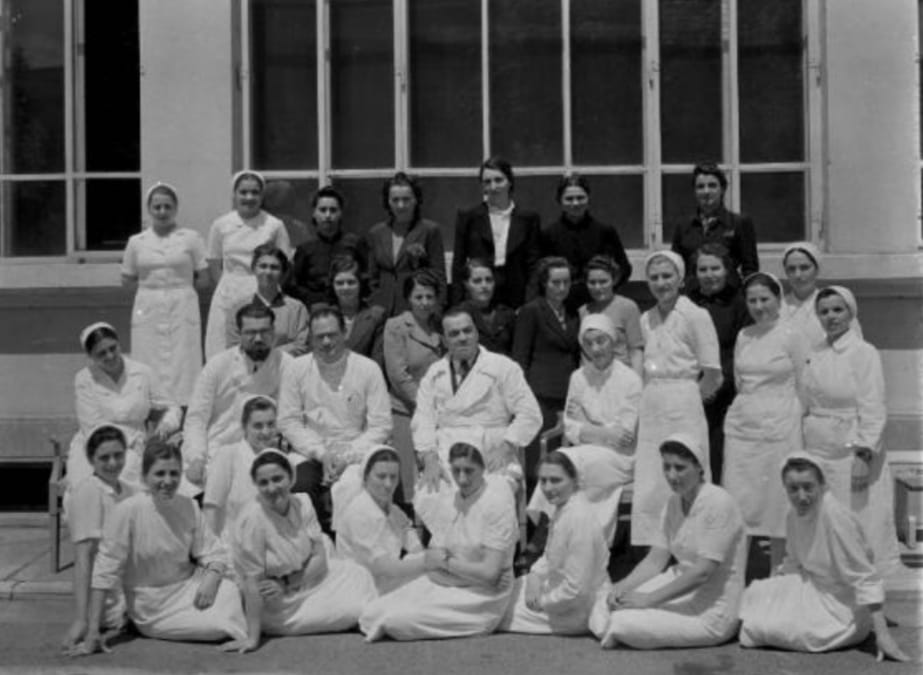
Reparto di ostetricia di Pavia, Carlo Vercesi al centro

Con l'inizio della Grande guerra fu chiamato in servizio e prestò assistenza medica presso l'ospedale da campo 079 situato a Limbraga (Treviso), venendo anche decorato con la medaglia di bronzo e la medaglia d'argento al valor militare.
Trasferitosi a Sassari, fu dal 1930 al 1932 magnifico rettore della locale Università: fu anche segretario federale fascista dal 5 agosto 1932 all'8 febbraio 1933. A Sassari si sposò con Giovanna Carta Caprino da cui ebbe quattro figli: Mimma (poi madre del giornalista Pier Luigi Vercesi), Bruno, Dario e Giuseppe; Laura Carta Caprino, sorella della moglie, era sposata con Antonio Segni.
Nel 1934, durante un convegno all’Università di Palermo, Carlo Vercesi, unitamente al professor Maurizio Ascoli, si fece promotore per la prima volta in Italia della raccolta del sangue cordonale da usarsi per uso clinico, pensando fosse più facile da recuperare rispetto a quello dei donatori volontari. La proposta dei due cattedratici non ebbe seguito e solo sessantanni dopo, nel 1993, nacquero le prime banche pubbliche per lo stoccaggio del sangue cordonale.

### Rettore di Pavia

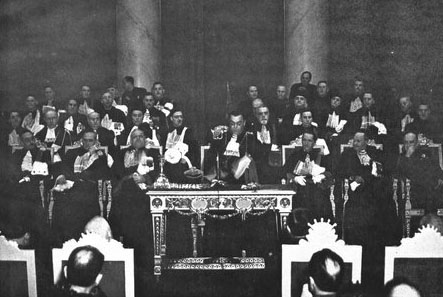
Discorso del rettore Carlo Vercesi 1939-40

Vercesi, ormai insigne ostetrico, fu magnifico rettore dell’Università degli Studi di Pavia una prima volta dal 1939 al 1943, succedendo a Paolo Vinassa de Regny. Durante il suo mandato organizzò diverse gite di universitari presso i luoghi iconici del fascismo, come il covo di via Paolo da Cannobio.
Nel corso della guerra intervenne presso il prefetto impedendo che il monumento di bronzo dedicato ai caduti all'interno dell'Università degli Studi di Pavia venisse smantellato e fuso per la produzione bellica, sottolineando come esso fosse il simbolo della «luminosa tradizione volontaristica, guerriera» dell’università. Nel 1940 fu volontario nella campagna delle Alpi occidentali.
Dopo la breve parentesi "badogliana", in cui fu rettore Plinio Fraccaro, Vercesi - che dopo l'armistizio dell'8 settembre 1943 aveva aderito alla Repubblica Sociale Italiana - fu nuovamente nominato dal ministro Carlo Alberto Biggini magnifico rettore, ricpoprendo la carica dal gennaio 1944 fino all'aprile 1945. La nomina fu perorata presso Biggini da Giovanni Dolfin, oltre che dagli esponenti locali del fascismo repubblicano per porre a capo dell'Università di Pavia un elemento di provata fede fascista, quale un "antemarcia" come Vercesi appariva.

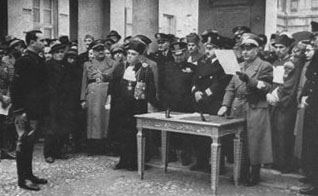
1 novembre 1940 premiazione reduci Africa e Spagna

Nel 1944 Carlo Vercesi fu sequestrato dai partigiani. Un suo giovane studente, recatosi all'istituto di ostetricia, dove era primario, con la scusa di una visita urgente, gli aveva poi puntato contro una pipa celata però nella tasca e gli aveva intimato di venire con lui. Fattolo salire sulla canna della bicicletta, lo condusse a Casteggio, dove si trovavano i partigiani.
Vercesi temeva di essere subito passato per le armi, invece qualche giorno dopo gli fu proposto, in totale libertà, di fornire le proprie cure mediche alla popolazione locale di Zavattarello. Disilluso sul corso della guerra aveva preso l'abitudine, commentando gli eventi bellici, di concludere la frase con "l'aveva detto Tonino", frase che all'epoca aveva suscitato la curiosità della popolazione. Solo più tardi si comprese che il "Tonino" citato tanto spesso era il sassarese Antonio Segni, cognato dello stesso Vercesi, all'epoca sconosciuto ma poi diventato il 4º Presidente della Repubblica Italiana.
Alla fine della guerra fu nuovamente sostituito da Plinio Fraccaro e sospeso dall'insegnamento dalla commissione Alleata; prosciolto da ogni accusa, l'Università di Pavia già nel marzo 1946 lo reintegrò, ma prudentemente fu trasferito alla Clinica Mangiagalli di Milano.  Lo stesso Fraccaro si spese personalmente nella difesa del suo predecessore, di cui sottolineò sì la notoria e totale adesione al regime fascista, ma anche l'illustre carriera universitaria, non legata a benemerenze politiche, nonché i "modi cortesi" e la "indole piuttosto mite", che avevano portato Vercesi a non svolgere il proprio ruolo in maniera faziosa, assumendo anzi durante la guerra civile una documentata posizione di compromesso.
Nel 1947 Vercesi presiedette la Società Medico Chirurgica di Pavia per un anno.

### Il ricordo
Il suo paese natale Montù Beccaria lo ha onorato con due targhe in marmo: una apposta sulla sua casa natale, che ne ripercorre brevemente la carriere di professore universitario a Sassari, Palermo, Pavia, Milano, e di rettore a Sassari e Pavia
L'altra ricorda la commemorazione di Vercesi presso il teatro Dardano, avvenuta l'anno dopo la morte alla presenza di Antonio Segni, il quale nel proprio diario personale così annotò: "A Montù assisto allo scoprimento della lapide per Carlo Vercesi".

## Opere
- "Colesterinemia materna e fetale", Pavia Tip. Cooperativa, 1914[19]
- "Sur le tissu interstitiel de l'uterus (glande myometriale monster cells)", Torino: Impr. V. Bona, 1915
- "L'istituto ostetrico-ginecologico della R. Università di Sassari dal marzo al settembre 1926", Sassari: Tip. Gallizzi, 1926[20]
- "Guida per l'accertamento diagnostico dei tumori maligni con mezzi biologici", Sassari: Stamo. della Libreria italiana e straniera, 1927[21]
- "Tubercolosi e gravidanza: Relazione al 27. Congresso della società italiana di ostetricia e ginecologia: Roma, Dicembre 1928, VII", Pavia: Tip. Cooperativa, 1930[22]
- "Relazione del rettore C. V. per l'anno accademico 1939-40: (R. Università di Pavia)", Pavia: Tip. Del Libro di B. Bianchi, 1941[23]
- "Per il Terzo centenario della morte di Galileo Galilei: Marzo 1942-XX.", Pavia: Tip. M. Ponzio, 1942[24]
- "Lo sviluppo edilizio dell'Università di Pavia", Editore Palombi, 1943[25]